# Malta (đảo)
Đảo Malta là đảo lớn nhất trong số ba hòn đảo lớn tạo nên quần đảo Malta. Nó có thể được gọi là Valletta để phân biệt với toàn Malta. Malta nằm ở giữa Địa Trung Hải, ngay phía nam của Italia và phía bắc của Libya. Đảo dài 27 kilômét (17 mi) và rộng 14,5 kilômét (9 mi), với tổng diện tích 246 kilômét vuông (95 dặm vuông Anh). Thủ phủ là Valletta, và thành phố lớn nhất là Birkirkara. Hòn đảo được tạo nên từ nhiều thị trấn nhỏ, mà cùng nhau tạo nên "khu đại đô thị" với dân số là 409.259. Cảnh quan đảo này có điểm đặc trưng là những ngọn đồi thấp với ruộng bậc thang.

## Lịch sử

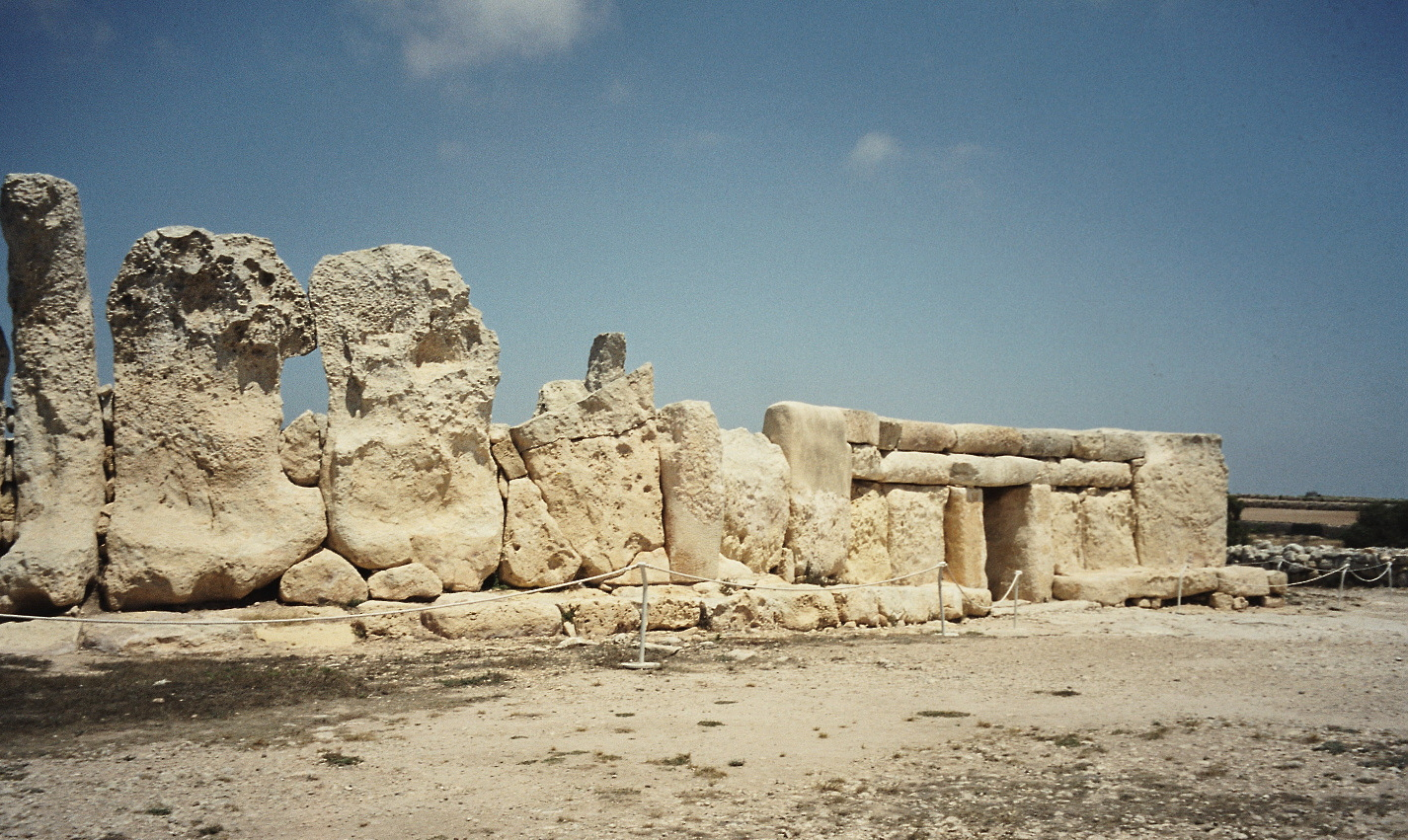
Ħaġar Qim

Con người đã cư ngụ trên đảo từ năm 5200 TCN, họ là những thợ săn hoặc nông dân thời đồ đá, đến từ Sicilia. Những điểm dân cư thời đại đồ đá mới đã được phát hiện tại cả những vùng trống trãi và hang động, như Għar Dalam. Khoảng 3500 TCN, một nền vắn hóa với những thợ xây đền cự thạch xuất hiện. Họ đã xây dựng những ngôi đền cự thạch vào loại cổ nhất thế giới, nằm ở Ħaġar Qim và Mnajdra. Sau năm 2500 TCN, Malta ít dân đi dần, nhưng rồi lại trở thành nơi cư ngụ của các cư dân thời đại đồ đồng, cư ngụ tại nơi như Borġ in-Nadur. Họ đã xây những pháo đài đầu tiên của Malta.
Malta từng được cai trị bởi người Phoenicia, người Carthaginia, người La Mã, người Byzantine và người Ả Rập trước khi nó bị đánh chiếm bởi Bá quốc Sicilia năm 1091. Hòn đảo từ đó trở thành một phần của Vương quốc Sicilia trước khi được trao cho Dòng Toàn quyền Thánh Gioan cùng với Gozo và Tripoli năm 1530. Năm 1565, Dòng Toàn quyền và người Malta chống lại cuộc xâm lược lớn của đế quốc Ottoman, mà sau đó được gọi là cuộc Đại Vây hãm Malta. Dòng Toàn quyền cai trị Malta trong hơn 250 năm và xây nên nhiều công trình kiến trúc, gồm cả thủ đô Valletta. Năm 1798, Pháp, dưới sự chỉ huy của Napoléon chiếm Malta và cai trị trong khoảng thời gian 1798-1800. Pháp bị đánh bật khỏi đây sau khi người Malta nổi dậy chống lại họ. Năm 1800, người Anh quản lý toàn Malta và nơi này trở thành một xứ bảo hộ thuộc Anh, và rồi thành một thuộc địa vài năm sau đó. Người Anh thống trị trong khoảng 150 năm, và Malta chính thức độc lập năm 1964. Mười năm sau, Nhà nước Malta trở thành Cộng hòa Malta. Malta tham gia Liên minh châu Âu năm 2004 và tiếp nhận đồng Euro bốn năm sau đó.